# Xynobius gracilitergum
Xynobius gracilitergum är en stekelart som först beskrevs av Fischer 1990.  Xynobius gracilitergum ingår i släktet Xynobius och familjen bracksteklar. Inga underarter finns listade i Catalogue of Life.